# سقط (خط)
السقط عند أهل الكتابة هو الغلط والخطأ في الخط. والإسقاط حذف الشيء سهوا. ومنه ما يسمى باليونانية هبلغرافيا أي الإفراد الخطي، ويراد به حذف الكلمة من الجملة سهوا لورودها فيها مرتين.

## أمثلة

### عربية
- جاء في كتاب سيبويه: «وذلك أن آخر الاسم لما تحرك وكان حيا يدخله الجر والرفع والنصب صار بمنزلة سلامان وزعفران وكالأواخر التي من نفس الحرف نحو آخر نجام واشهيباب.»[3] وفي نسخة « نحو آحر نجام واشهيباب.» [ك‍] والصواب « نحو آخر احرنجام واشهيباب.»[4]